# Lacapelle-Barrès

Lacapelle-Barrès este o comună în departamentul Cantal, Franța. În 1 ianuarie 2022 avea o populație de 59 de locuitori.